# Orašac (Prijepolje)
Pour les articles homonymes, voir Orašac.
Orašac (en serbe cyrillique : Орашац) est un village de Serbie situé dans la municipalité de Prijepolje, district de Zlatibor. Au recensement de 2011, il comptait 162 habitants.

## Démographie

### Évolution historique de la population
| 1948 | 1953 | 1961 | 1971 | 1981 | 1991 | 2002 | 2011 |
| ---- | ---- | ---- | ---- | ---- | ---- | ---- | ---- |
| 619  | 715  | 799  | 748  | 597  | 375  | 204  | 162  |

|  |